# فلیسوو
فلیسوو (به لهستانی:  Flisów) یک روستا در لهستان است که در گمینا چارنا دانبرووکا واقع شده‌است.